# Fingal

Fingal

Fingal (irsky Fine Gall) je část irského hrabství Dublin nacházející se na východě země v bývalé provincii Leinster.
Hlavním městem Fingalu je Swords. Rozloha činí 454,6 km² a žije v něm 239 992 obyvatel (2011). Ve Fingalu se taktéž nachází dublinské letiště.
Fingal používá stejné SPZ jako celé hrabství Dublin, tedy D.